# Orthonama pudibunda
Orthonama pudibunda är en fjärilsart som beskrevs av W. Warren 1905. Orthonama pudibunda ingår i släktet Orthonama och familjen mätare. Inga underarter finns listade i Catalogue of Life.